# Święta Klara i święty Franciszek
Święta Klara i Święty Franciszek (Chiara e Francesco) – włoski film religijny w reżyserii Fabrizio Costy, będący biografią św. Franciszka z Asyżu i św. Klary Ofreducci.
Film znany jest też w Polsce pod alternatywnymi tytułami: Św. Klara i Św. Franciszek oraz Klara i Franciszek.

## Fabuła
Film opowiada o życiu mistyków średniowiecznych i reformatorów religijnych św. Franciszka z Asyżu i św. Klary Ofreducci. Obraz jest serią cyklu prezentującego biografie świętych.
Akcja filmu rozpoczyna się w 1198, kiedy mieszkańcy Asyżu, wywołując rozruchy w grodzie, chcąc obalić dominację szlachty. Ta ostatnia stawała się stopniowo coraz biedniejsza, tracąc przy tym wpływy na podejmowane przez władze miasta decyzje. W tym momencie syn kupca handlującego suknem Pietra Bernardone poznaje szlachetnie urodzoną Klarę. Po powrocie do miasta przedstawicieli szlacheckich rodów, którzy szukali schronienia w pobliskiej Peruggi, Franciszek przeżywa kryzys. Był rycerzem dobrze zaopatrzonym przez swego ojca, na prośbę głosu z Krzyża św. Damiana, chce być najbiedniejszym ze wszystkich. Cała społeczność weryfikuje prawdziwość jego wyboru i posłuszeństwa Bogu.
Szybko również Klara pójdzie w ślady Biedaczyny z Asyżu. Franciszek w pewien sposób uniemożliwi jej zostanie franciszkaninem, członkiem założonej przez siebie wspólnoty. Dziewczyna zamieszka w klasztorze, chcąc w ten sposób ochronić się przez przygotowanym przez rodzinę zamążpójściem. Członkowie rodu pragnęli w ten sposób zapewnić rodzinie jeszcze większe i lepsze koligacje. Klara czuje, że co innego planuje wobec niej Bóg.
Tymczasem Franciszek wypełnia swe powołanie. Zakon Braci Mniejszych jest coraz liczniejszy. Podejmowane są na szeroką skalę działania misyjne, również poza granicami Italii. Zakonodawca wyrusza do Ziemi Świętej, gdzie muzułmanie prześladują chrześcijan. Z przesłaniem pokoju, pośród dogorywającej V krucjaty, ma miejsce spotkanie Biedaczyny z sułtanem Melek el-Kamelem pod Damiettą.
Po powrocie do Asyżu Franciszek zostaje zmuszony do napisania reguły, czego oczekują od niego współbracia. Pieczęcią potwierdzającą wybór i życie Franciszka stają się otrzymane podczas mistycznego uniesienia stygmaty. Franciszek umiera w nocy z 3 na 4 października 1226.

## Obsada
- Ettore Bassi jako Franciszek z Asyżu
- Mary Petruolo jako Klara z Asyżu
- Gabriele Cirilli jako Illuminat
- Ivano Marescotti jako Monaldo
- Luigi Diberti jako papież Innocenty
- Antonella Fattori jako Ortolana
- Fabio Camilli jako Pietro
- Vincent Riotta jako Favarone
- Ivan Franek jako Federico
- Roberto Nobile jako biskup Guido
- Fabrizio Bucci jako Bernardo di Quintavalle
- Ignazio Oliva jako Eliasz Bombarone
- Diego Casale jako Idzi z Asyżu
- Lorenzo De Angelis jako Jałowiec
- Pier Paolo Lovino jako Roberto
- Camilla Diana jako Agnieszka
- Valentina D'Agostino jako Teresa
- Arianna Ninchi jako Balvina
- Eleonora Di Miele jako Katarzyna
- Ahmed Hafiène jako Al-Kamil
- Luca Biagini jako kardynał Pelagiusz
- Lando Buzzanca jako Pietro di Bernardone, ojciec Franciszka
- Angela Molina jako Pica, matka Franciszka